# Helene Gericke
Helene Gericke (* 1. November 1869 in Mülheim am Rhein, † nach 1930) war eine deutsche Stilllebenmalerin der Düsseldorfer Schule.

## Leben
Helene Gericke besuchte die private Damenmalschule von Ludwig Heupel-Siegen in Düsseldorf. Sie wurde Mitglied des Vereins der Düsseldorfer Künstler zu gegenseitiger Unterstützung und Hilfe und beteiligte sich unter anderem an dessen Ausstellung in der Düsseldorfer Kunsthalle mit einem „großen Arrangement von Frühlingsblumen mit Durchblick auf einen etwas schwerwirkenden Waldrand“. Auch dem 1911 gegründeten Verein Düsseldorfer Künstlerinnen gehörte sie an. 1922 lebte sie in der Düsseldorfer Leopoldstraße 11, einem Haus im Eigentum der Witwe Heinrich Gericke, der Lehrerin a. D. Johanna Gericke, zusammen mit der Kunstmalerin Eugenie Gericke und Fanny Coupette, ebenfalls einer Kunstmalerin. Für das Jahr 1930 war Helene Gericke als Schatzmeisterin des Rheinischen Frauenklubs verzeichnet, eines Frauenvereins unter dem Vorsitz von Minna Blanckertz.